# Haengdang (métro de Séoul)
Haengdang est une station sur la ligne 5 du métro de Séoul, dans l'arrondissement de Seongdong-gu.